# John Holland Group
Die John Holland Group ist ein Hoch- und Tiefbau-, Tunnelbau-, Eisenbahn- und Gebäudedienstleistungsunternehmen mit Aktivitäten in Australien, Neuseeland, Südostasien und dem Nahen Osten. Das Unternehmen hat seinen Sitz in Melbourne, Australien und ist ein Tochterunternehmen von China Communications Construction.

## Geschichte
Das Unternehmen wurde 1949 von John Holland gegründet. 1991 wurde das Unternehmen von einem Geschäftszweig von Janet Holmes à Court übernommen, Heytesbury Pty Ltd. 2000 kaufte Leighton Holdings einen Anteil von 70 % an dem Unternehmen, der 2004 auf 99 % und im Dezember 2007 auf 100 % erhöht wurde. Im Dezember 2002 übernahm die John Holland Group die Bausparte von Transfield Holdings.
Im November 2012 wurde die John Holland Group zum internationalen Tunnelbauunternehmen des Jahres erklärt, für die Ausführung des Northern Sewerage Project in Melbourne.
Im Dezember 2014 vereinbarte Leighton Holdings mit China Communications Construction den Verkauf der John Holland Group. Die Transaktion wurde im April 2015 durch die Genehmigung des Verkaufs durch die australische Federal Government abgeschlossen.

## Große Projekte
Großprojekte (Auswahl):
- Picnic Bay Jetty, Queensland, fertiggestellt 1959[7]
- Captain Cook Bridge, Sydney, fertiggestellt 1965[8]
- Second Como railway bridge, Sydney, fertiggestellt in 1972[9]
- William Walter Mason Bridge, Queensland, fertiggestellt 1977[10]
- West Gate Bridge, Melbourne, completed in 1978[11]
- Splityard Creek Dam, Queensland, fertiggestellt 1980[12]
- AIS Arena, Canberra, fertiggestellt 1981[13]
- Sydney Entertainment Centre, fertiggestellt 1983[14]
- Parliament House, Canberra, fertiggestellt 1988[15]
- Abschnitt Newman–Port Hedland des Great Northern Highway, fertiggestellt 1990[16]
- Borallon Correctional Centre, Queensland, fertiggestellt 1990[17]
- Joondalup Health Campus, Perth, fertiggestellt 1998[18]
- Goodwill Bridge, Brisbane, fertiggestellt 2001[19]
- Bahnstrecke Tarcoola–Darwin, fertiggestellt 2004[20]
- Eleanor Schonell Bridge, Brisbane, fertiggestellt 2006[21]
- Open-pool Australian Lightwater Reactor, Sydney, fertiggestellt 2006[22]
- Lane Cove Tunnel, Sydney, fertiggestellt 2007[23]
- Mandurah Railway Line, Western Australia, fertiggestellt 2007[24]
- EastLink, Melbourne, fertiggestellt 2008[25]
- Airport Flyover, Brisbane, fertiggestellt 2011[26]
- Bauabschnitt Windsor–Kedron des Northern Busway, Brisbane, fertiggestellt 2012[27]
- Airport Link, Brisbane, fertiggestellt 2012[28]
- South Road Superway, Adelaide, fertiggestellt 2014[29]
- Bauabschnitt Lilyfield–Dulwich Hill der Dulwich Hill Line, Sydney, fertiggestellt 2014[30]
- Bauabschnitt 2 des South West Rail Link, Sydney, fertiggestellt 2015[31]
- Abschnitt City nach Maribyrnong River, Regional Rail Link, Melbourne, fertiggestellt 2015[32]
- South Island L-ine, Hong Kong, fertiggestellt 2016[33]
- Ravenhall Correctional Centre, Victoria, fertiggestellt 2017[34]
- Sydney Metro Northwest, Sydney, fertiggestellt 2019[35]
- M4 East, Sydney, fertiggestellt 2019[36]
- Canberra Metro, fertiggestellt 2019[37]
- West Gate Tunnel, Melbourne, due to be completed in 2023[38]
- Calvary Adelaide Hospital, Adelaide, sollte 2020 fertiggestellt werden[39]
- Sydney Metro City & Southwest, Sydney, soll 2024 fertiggestellt werden[40]
- Sydney Football Stadium (2022), Sydney, soll 2022 fertiggestellt werden[41]
- Sunbury railway line upgrade, Melbourne, soll 2023 fertiggestellt  werden[42]
- Metro Tunnel, Melbourne, soll 2025 fertiggestellt werden[43]

## Verkehr
Als Teil des Konsortiums, das zum Bau der Bahnstrecke Alice Springs–Darwin ausgewählt wurde, übernahm John Holland im Jahr 2000 einen Anteil von 7,5 % am Asia Pacific Transport Consortium. John Holland besitzt außerdem Anteil an Metro Trains Melbourne und Metro Trains Sydney, die jeweiligen Betreiber von Melbourne Suburban Train Network und Sydney Metro.
Im Januar 2012 übernahm John Holland im Rahmen eines Zehnjahres-Vertrags mit Transport for NSW den Betrieb und den Unterhalt des New South Wales Regional Network. Dies schloss 2400 Streckenkilometer im Personen- und
Güterverkehr sowie weitere 3100 Streckenkilometer nicht betriebener Strecken ein. Zum Ende des Jahres 2021 endete dieser Vertrag und wurde von UGL Rail übernommen.
Seit April 2019 betreibt die John Holland Group über ihr Joint Venture Canberra Metro Operations (CMET) die Canberra Light Rail.
Im Juli 2020 wurde John Holland als Teilnehmer im Konsortium Torrens Connect für die Glenelg Tram Line in Adelaide verantwortlich. Im April 2022 übernahm Transdev John Holland den Betrieb der Sydney Bus Region 9 in den Eastern Suburbs aufgrund eines Vertrages mit Transport for NSW.